# Président des Philippines
Le président des Philippines (en philippin : Pangulo ng Pilipinas ou familièrement comme Presidente ng Pilipinas ; en anglais : President of the Philippines) est le chef de l'État et du gouvernement des Philippines. Plus haut responsable du pouvoir exécutif, il est ainsi le commandant en chef des Forces armées. Il est élu au suffrage universel direct pour un mandat de six ans non renouvelable, comme le dispose la Constitution de 1987.
Sa résidence officielle est le palais de Malacañan à Manille.

## Historique
Le premier président élu de l’histoire des Philippines est Emilio Aguinaldo durant la Première République (1899-1901). Cette république disparaît avec l'invasion américaine. En 1935, Manuel Quezón est élu premier président du Commonwealth des Philippines. Les Philippines deviennent indépendantes en 1946 et Manuel Roxas prend le titre de président de la République.

## Élection
Le président est élu au scrutin uninominal majoritaire à un tour pour un mandat de six ans non renouvelable. Le scrutin a lieu au suffrage universel direct : tous les citoyens des Philippines en âge de voter (dix-huit ans et plus) peuvent s’exprimer s’ils ont résidé au moins un an dans le pays, ainsi que dans les six mois précédant l’élection dans l’endroit où ils veulent voter, dans la mesure où aucune condamnation judiciaire ne leur interdit le droit de vote. Le Congrès des Philippines est responsable de la bonne tenue et du secret du vote.
Les candidats à l’élection doivent être citoyens des Philippines depuis leur naissance, résider sur l’archipel depuis au moins dix ans au moment de l’élection, être âgés de quarante ans ou plus, être inscrits sur les listes électorales, et être capables de lire et écrire.
Le vice-président des Philippines est élu pour la même durée et selon la même procédure que le président. Il peut remplacer temporairement le président en cas de mort, démission, destitution ou incapacité de gouverner de ce dernier. Les élections présidentielles et vice présidentielles philippines ont pour particularité d'être organisées le même jour mais sur des bulletins séparés, permettant ainsi aux électeurs de voter pour un président tout en votant pour un vice président qui ne soit pas nécessairement son colistier. Les deux élus sont par conséquent régulièrement de bords politiques différents.

## Rôle et pouvoirs
Le président est le garant de la loi et est le plus haut responsable de l’appareil exécutif. Il peut nommer, sur accord du Congrès, des hauts fonctionnaires, ambassadeurs, ministres, consuls et officiers dont le rang est supérieur à colonel ou capitaine de vaisseau. Il est le commandant en chef des armées, et peut décréter la loi martiale en accord avec le Congrès en cas de menace pour la sûreté nationale. Il peut accorder grâce, commutation de peine ou sursis. Il peut dans une certaine mesure contracter ou garantir des prêts étrangers, sur accord de la banque centrale et dans le cadre défini par la loi.

## Destitution
Le président peut être démis de ses fonctions à l’issue d’une procédure dite d’impeachment en cas de violation de la Constitution, trahison, corruption, crimes particulièrement graves ou abus du Public trust. Une procédure d’impeachment doit d’abord être validée par un tiers des membres de la Chambre des représentants et aboutit si elle est votée aux deux tiers par les sénateurs.